# Lo Camp de Tarragona
El diari Lo Camp de Tarragona era el portaveu de l'associació catalanista i del centre nacionalista català. Es va començar a publicar el 5 d'agost de 1900 i va tancar les portes el 13 d'agost de 1907. Era l'òrgan de l'associació catalanista de Tarragona i sa comarca i de la seva Joventut juntament amb la Unió Catalanista i el centre Nacionalista Català.

## Història
Al 1906 Lo Camp de Tarragona era el portaveu de les dues entitats catalanistes més importants a Tarragona: l'Associació Catalanista i el Centre Nacionalista Català. A sota la capçalera es podia llegir: 
"Volem Corts Catalanes, no sols per estimular el nostre dret i les lleis civils, sinó tot quant es refereixi a l'organització interior del territori. Volem que els catalans sien els jutges i magistrats i que dintre de Catalunya es fallin en última instància els plets i causes. Volem ser àrbitres de nostra administració, fixant amb entera llibertat les contribucions i impostos. Volem la facultat de contribuir a la formació de l'Exèrcit espanyol per medi de voluntaris o diners, suprimint les "quintes" i establint la reserva regional forçosa presti el servei només a Catalunya..."

## Aspectes tècnics
Lo Camp de Tarragona tenia 4 pàgines amb un format de 500x355 mil·límetres al principi, després va canviar a 390x555 mm. En els seus inicis la impremta era Tipografia Tarraconense i després va canviar a Francesc Sugrañes. Aquest diari era totalment en català i els seus directors eren Antoni Guasch, Jordi Pedrol, Bernabé Martí i Bofarull i Josep M. Tarragó.

## Localització
- Biblioteca Hemeroteca Municipal de Tarragona
- Biblioteca Pública de Tarragona

1. Virgili. Tarragona i la seva premsa 1900-1980, 1980.